# Santa Maria de Lavit
Santa Maria de Lavit és l'església parroquial de Lavit, al municipì de Torrelavit (Alt Penedès) inclosa a l'Inventari del Patrimoni Arquitectònic de Catalunya.

## Descripció
Església d'una nau rectangular sobrealçada. L'absis ha estat refet i hi ha una porta a la façana sud amb arquivolta i àbac. Té un campanar d'espadanya reforçat.
Annexa, existeix la rectoria amb una interessant galeria de columnes salomòniques.

## Història
És l'actual església parroquial de Lavit, que havia pertangut al Monestir de Sant Cugat del Vallès des de l'any 977.
El desaparegut castell de Lavit (ubicat possiblement al lloc on actualment es troba l'església), la rectoria i el barri antic junt amb l'església, havien estat propietat de Mir Gelabert.